# فرامرزنامه
فرامرزنامه یا فرامرزنامه کوچک یکی از سروده‌های پهلوانی در ادبیات ایران مشتمل بر ١٥٧٦ بیت است که نزدیک به سده پنجم هجری کمتر از یکصد سال پس از شاهنامه فردوسی سروده شده است.سراینده فرامرزنامه بر اساس تحقیقات زیاد معلوم شده که رفیع الدین مرزبان بوده است .درون‌مایه داستان پیرامون پهلوانی‌های فرامرز یکی از پسرهای رستم و سفر او در زمان پادشاهی « کیکاووس » به هندوستان برای یاری به « نوشاد هندی » و شرح نبردهای اوست..  
این منظومه از متون مهم در حوزه پژوهش های اساطیری و حماسی است و از نظر لغوی و دستوری و ادبی نیز متنی ارزشمند محسوب می شود.
به دلیل تقلید از سبک مثنوی حماسی، در سرایش این اثر و عدم شناخت کافی از آن در نزد مصححین، ابیاتی از فرامرزنامه به اشتباه در برخی تسخه‌های تصحیحی شاهنامه فردوسی وارد شده‌اند. "در ستایش پیامبر" از جمله این بخش‌هاست که آغاز سخن در فرامرزنامه است. 

## جستار کتاب
در این حماسه روزی کیکاووس با پهلوانان دیگر در انجمنی نشسته بوده است که ناگاه کسی از راه می‌رسد و می‌گوید فرستاده نوشاد (پادشاه هندوستان) آمده است تا از کیکاووس برای رهانیدن هند از آزار دشمنان یاری جوید. دشمنانی که نوشاد را به گسیل داشتن فرستاده به ایران وادار کرده بودند، چهار تن بودند. نخستین آن‌ها کناس دیو مرده‌خوار است که هر ساله آمده و دختری را می‌رباید و تاکنون سه دختر نوشاد شاه را ربوده است. دومین آن‌ها کید شاه است که از نوشاد باج سنگینی می‌ستاند. سومین آن‌ها گرگی در بیشه مرزقون است که به زبان آدمیان سخن می‌گوید و برای همین به گرگ گویا نامور است. چهارمین آن‌ها اژدهایی بداندیش و پنجمین سی‌هزار کرگدن در بیشه خومسار می‌باشند. از پهلوانان ایران نخست فرامرز است که خود را برای جنگ نامزد می‌کند. در پی او بیژن پسر گیو نیز به او می‌پیوندد و هر دو به همراه گروهی از پهلوانان ایرانی به سوی هندوستان راهی می‌شوند.

## نگارش‌های موجود
از این داستان رزمی دو نسخه نارسا در دست است که یکی در موزه بریتانیا و دیگری در موزه فرانسه نگهداری می‌شود. نگارش ویرایش شده کنونی ۱۹۵۴ بیت دارد و شیوه سرایش آن برگرفته از شاهنامه فردوسی بوده است. این اثر در ایران بازنگری و پخش شده است.